# Rhacocleis neglecta
Rhacocleis neglecta är en insektsart som först beskrevs av Costa, A. 1863.  Rhacocleis neglecta ingår i släktet Rhacocleis och familjen vårtbitare.

## Underarter
Arten delas in i följande underarter:
- R. n. corsicana
- R. n. neglecta